# Reimars, Helsingfors

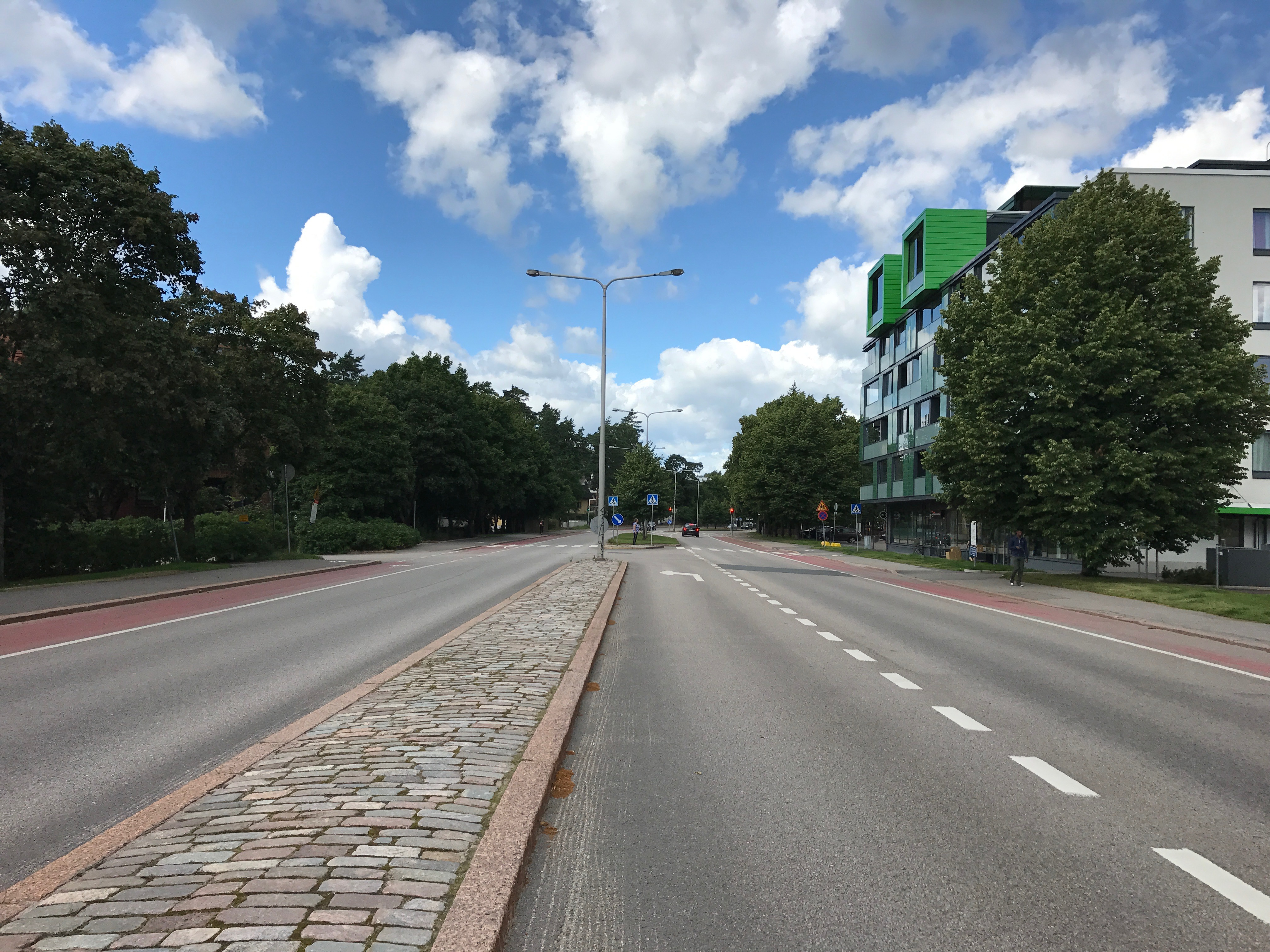
Gatuvy år 2017

Reimars (fi. Reimarla) är en stadsdel i västra Helsingfors, samt en del av Sockenbacka distrikt.
Reimars är ett höghusområde byggt främst på 1970-talet. Stadsdelen ligger genast norr om Sockenbacka station och gränsar i norr med Ring I:an.